# Ихтиокентаури
Ихтиокентаур је у грчкој митологији била врста кентаура.

## Митологија
Ихтиокентаури су били морска божанства, налик Тритону. Међутим, за разлику од њега, имали су тело коња са људским торзом, попут кентаура и змијолик, рибљи реп. На њиховим обрвама су се налазили рогови у виду клешта јастога. Први овакви морски кентаури су били Афрос и Бут, полубраћа кентаура Хирона, који су попут њега вероватно били мудри учитељи. Они су били деца Хроноса и Филире, али је њихово порекло вероватно у вези са божанским рибама (Ихтијама) из сиријске митологије.

## Уметност
Ихтиосаури су приказивани на античким уметничким делима. У турском музеју је сачуван мозаик из 1. или 2. века, на коме је приказано рођење Афродите из љуштуре шкољке коју придржавају два ихтиокентаура. Скулптура на серпентину из Пакистана (1. век) приказује једног ихтиокентаура. На кутијици за накит намењеној за венчања из 380. године, која се чува у Британском музеју, такође је приказан један ихтиокентаур.